# Chodecz
Chodecz é um município da Polônia, na voivodia da Cujávia-Pomerânia e no condado de Włocławek. Estende-se por uma área de 1,39 km², com 1 885 habitantes, segundo os censos de 2017, com uma densidade de 1356,1 hab/km².